# Karel III Filips van de Palts
Karel III Filips van de Palts (Neuburg, 4 november 1661 - Mannheim, 31 december 1742) was, als paltsgraaf van de Rijn, keurvorst van het Rooms-Duitse Rijk. Andere titels waren prins van Palts-Neuburg, hertog van Gulik, hertog van Berg, en in de Nederlanden graaf van Megen, heer van Ravenstein en heer van Wijnendale. Hij regeerde van 1716 tot zijn dood in 1742.

## Familie
Karel Filips was een telg uit het adellijk geslacht Wittelsbach, meer bepaald in de linie van Palts-Neuburg. Karel Filips huwde driemaal en had zes kinderen.

## Carrière
In zijn jonge jaren was Karel Filips niet voorbestemd om het prinsdom Palts-Neuburg te besturen. Vandaar werd hij kanunnik in Keulen, Salzburg en Mainz, evenwel zonder priesterwijding. Hij was vervolgens in dienst van de Rooms-Duitse keizers Leopold I en Karel VI. Eerst vocht hij als veldmaarschalk tijdens de Turkenoorlogen in Hongarije en nadien trad hij op als gouverneur in Innsbruck, waar hij de Habsburgers vertegenwoordigde in Voor-Oostenrijk. Door zijn nauwe contacten met het Oostenrijkse hof van keizer Leopold I, werd hij ook benoemd tot ridder in de Orde van Malta.

## Keurvorst

Kasteel der prinsen van Palts-Neuburg aan de Donau

In 1716 stierf zijn broer, Johan Willem, de regerende vorst van Palts-Neuburg. Karel Filips volgde hem op in al zijn vorstendommen.
Zijn residentiesteden als keurvorst waren achtereenvolgens:
- Innsbruck (1716-1717). In Innsbruck rondde hij zijn post van Oostenrijks gouverneur af en liet zich daar inlichten over zijn nieuwe vorstendommen.

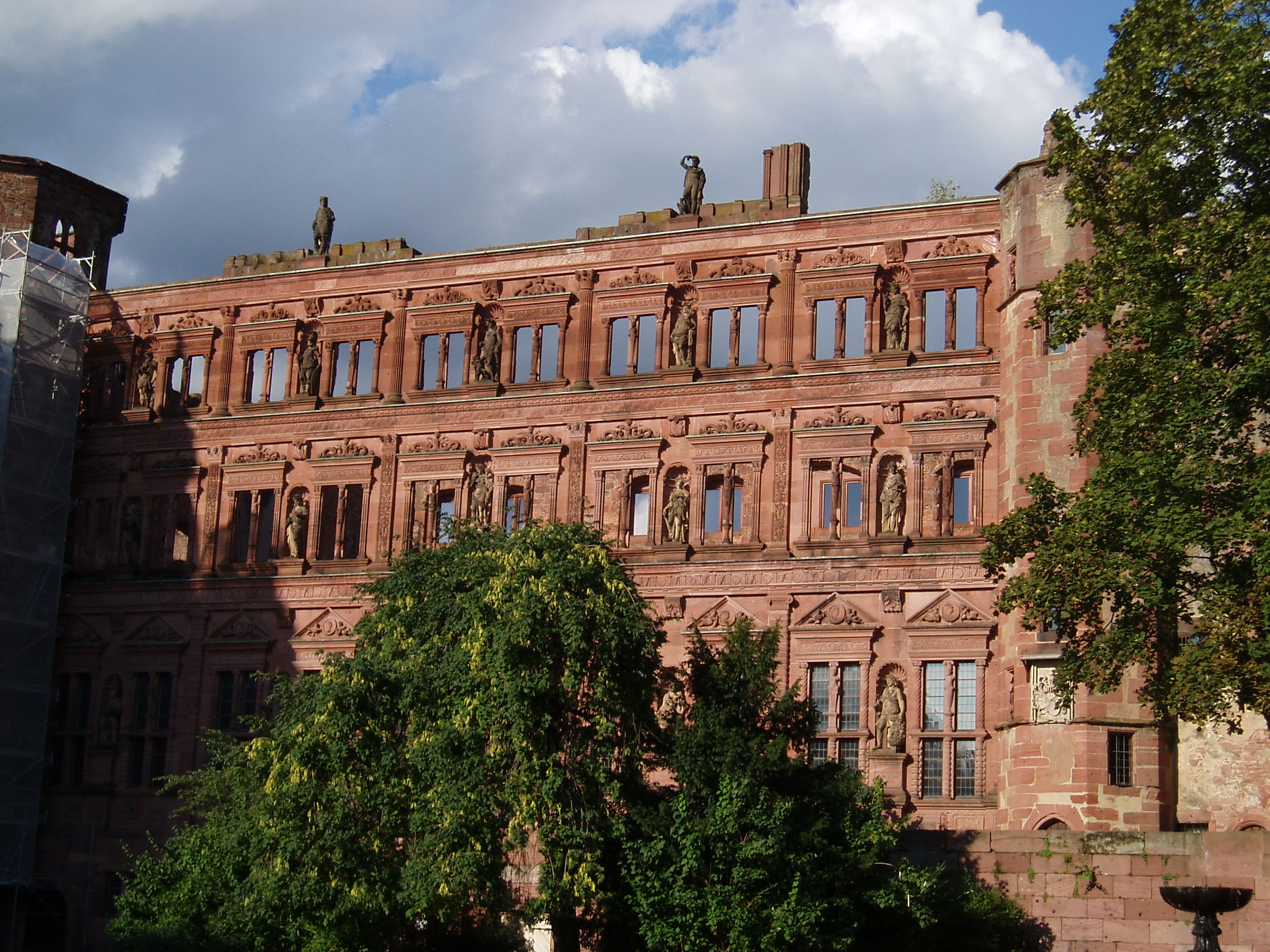
Het door de Fransen vernielde kasteel van Heidelberg in de Keurpalts

- Neuburg aan de Donau (1717-1718), toen hoofdplaats van het prinsdom Palts-Neuburg, vandaag gelegen in het Beierse Oberpfalz. Hij liet de Heilige Geestkerk in Neuburg bouwen. Ondanks de praal en pracht van het hofleven in Neuburg verkoos hij te verhuizen naar de Keurpalts aan de Rijn, kennelijk om politieke redenen.

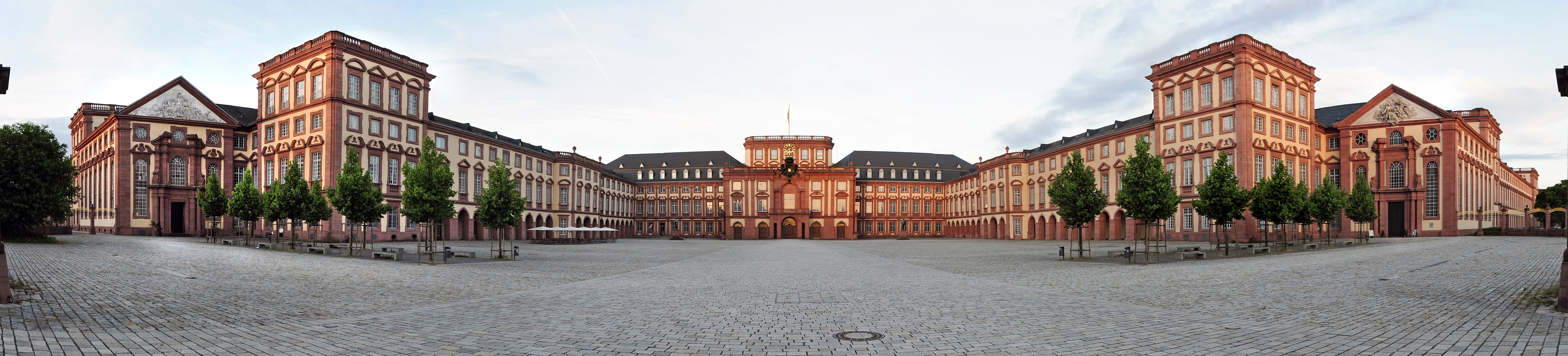
Het nieuwe paleis van Mannheim in zijn nieuwe residentiestad

- Heidelberg aan de Neckar gelegen (1718-1720). Tijdens de Negenjarige Oorlog waren steden in de Palts zoals Heidelberg en Mannheim in puin gelegd door de Fransen. De heropbouw stelde financiële problemen. Karel Filips meende dat het vernielde slot van Heidelberg in zijn glorie moest hersteld worden, in overeenkomst met zijn rang als keurvorst. In Heidelberg ondervond Karel Filips een ander probleem: hij kon er zijn katholieke godsdienst niet opleggen aan de lutherse gemeente, zelfs niet met zijn compromis van simultaneum mixtum.

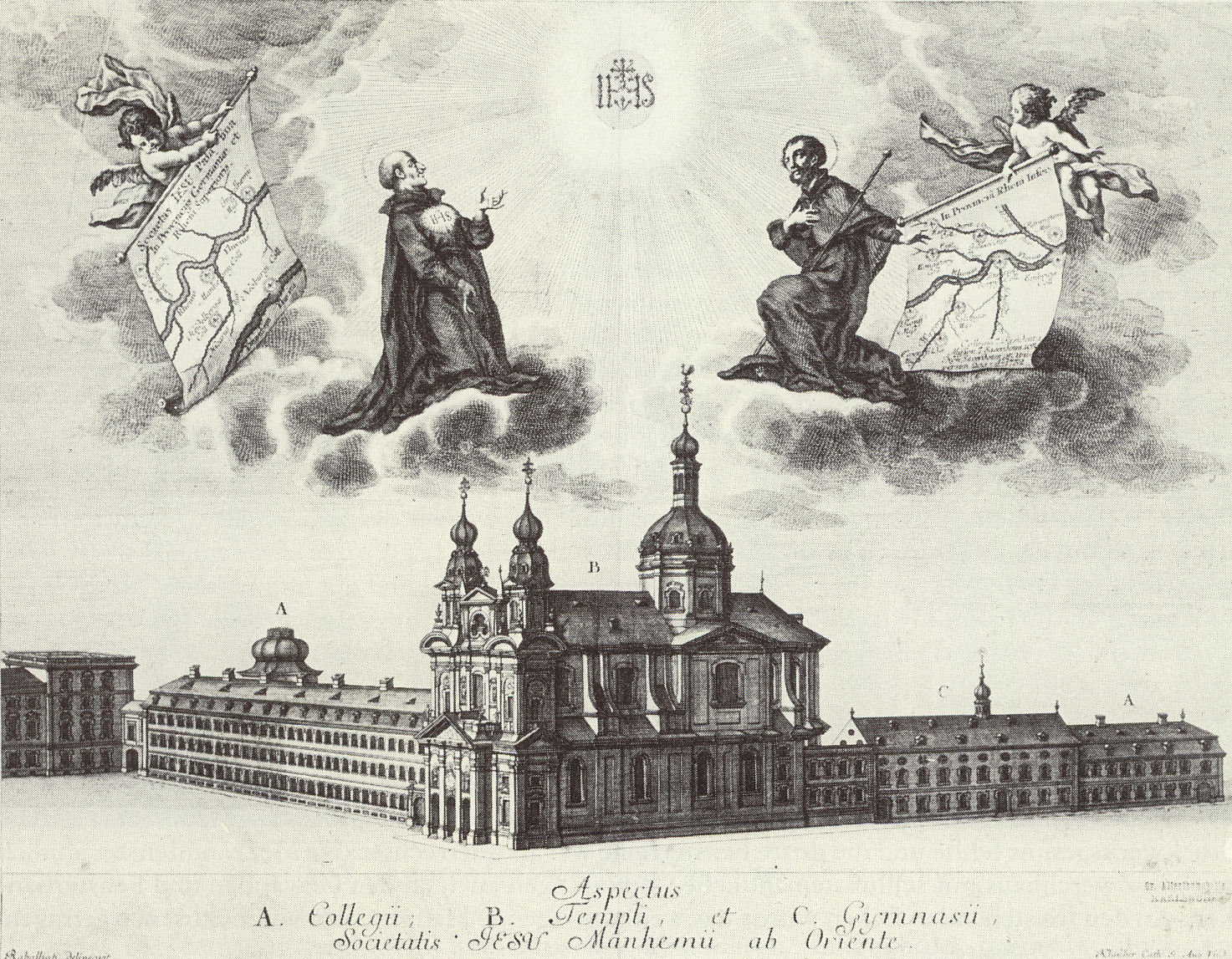
De Jezuïetenkerk in Mannheim

- Mannheim (1720-1742). Karel Filips verlegde zijn residentiestad definitief naar Mannheim. Daar liet hij een barokke paleis[1] bouwen, alsook een Jezuïetenkerk met Jezuïetencollege. In Ravenstein liet hij de Sint-Luciakerk bouwen. Aan het nieuw ingerichte hertogelijk hof in Mannheim groeide zijn troonopvolger op, zijn kleinneef Karel Theodoor.

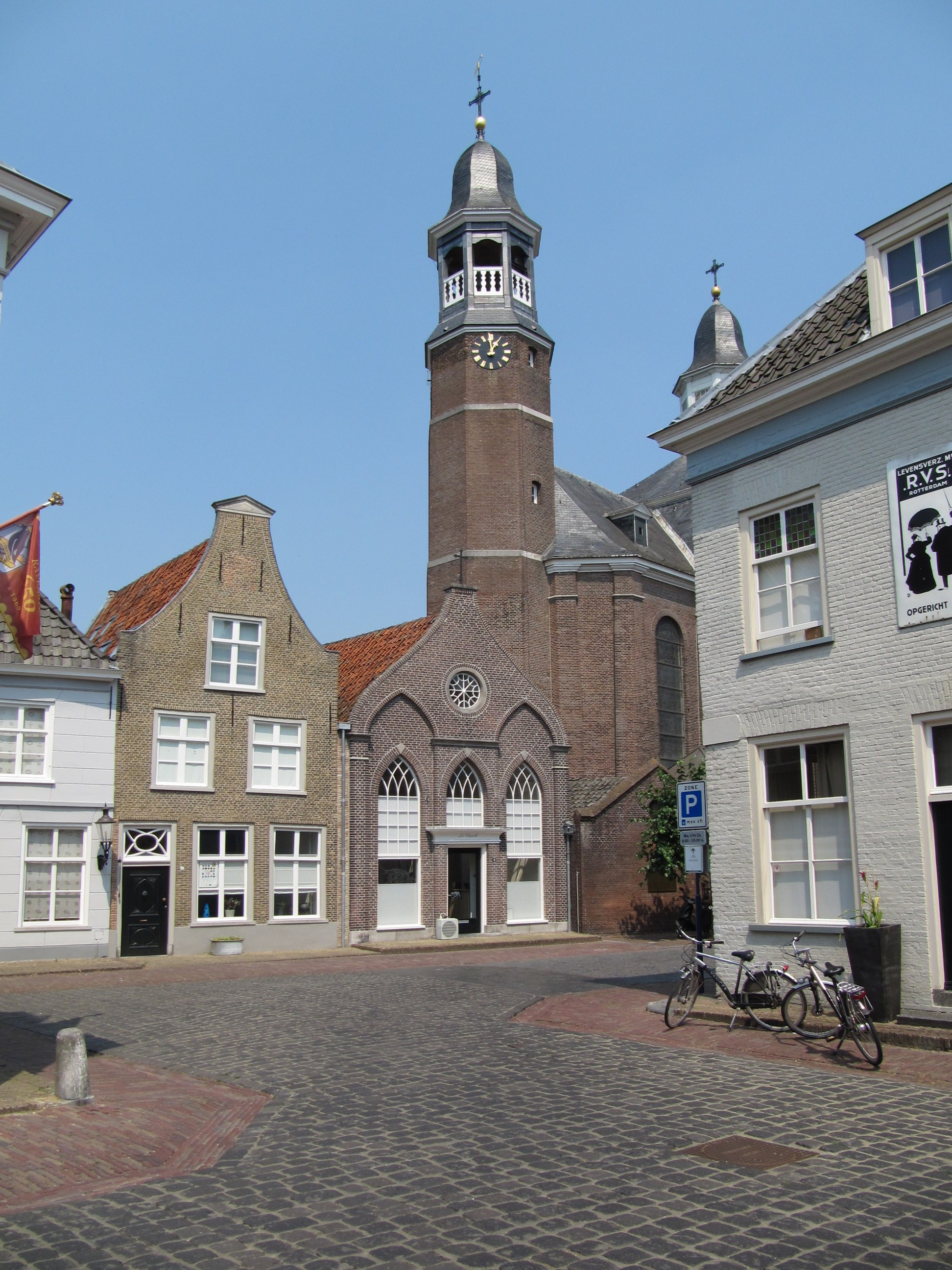
De barokke Sint-Luciakerk in Ravenstein

## Dynastieke overgangen
Tijdens de keizersverkiezing van 1742 in het Rooms-Duitse Rijk koos Karel Filips voor de kandidaat van het Huis Wittelsbach, Karel VII Albrecht, en dit in volle Oostenrijkse Successieoorlog. Dit was een stem tegen zijn oude werkgever, de Habsburgers, met hun eigen kandidaat Frans Stefan. Karel Filips stierf nog in hetzelfde jaar. Met Karel Filips stierf de linie van Palts-Neuburg in mannelijke lijn uit; noch hij noch zijn broers hadden wettelijke mannelijke nakomelingen. Zijn vorstendommen gingen over naar de linie van Palts-Sulzbach, namelijk naar zijn kleinneef Karel Theodoor. Deze werd de nieuwe keurvorst van de Palts en later ook nog keurvorst van Beieren.
Karel Filips ligt, samen met zijn derde vrouw, begraven in de hofkerk van zijn kasteel in Mannheim.

## Belang in de Nederlanden
De territoria van Karel Filips in de Nederlanden waren ministaatjes. Nochtans voerde hij de Contra-reformatie door in deze katholieke enclaves, en dit in een breder politiek kader van de Wittelsbach, lees onder Beierse katholieke invloed. Hij werd, na het overlijden van zijn broer Johan Willem, eigenaar van het kasteel van Wijnendale.

## Voorouders
| Overgrootouders | Filips Lodewijk van Palts-Neuburg (1547-1614) ∞ 1451 Anna van Kleef (1552-1632)            | Filips Lodewijk van Palts-Neuburg (1547-1614) ∞ 1451 Anna van Kleef (1552-1632)            | Willem V van Beieren (1548-1626) ∞ Renata van Lotharingen (1544-15602)                     | Willem V van Beieren (1548-1626) ∞ Renata van Lotharingen (1544-15602)                     | Albrecht V van Beieren (1528-1579) ∞ Anna van Oostenrijk (1528-1590)                       | Albrecht V van Beieren (1528-1579) ∞ Anna van Oostenrijk (1528-1590)                       | Johan George I van Saksen (1585-1656) ∞ Magdalena Sybilla van Brandenburg (1586-1659)      | Johan George I van Saksen (1585-1656) ∞ Magdalena Sybilla van Brandenburg (1586-1659)      | Johan George I van Saksen (1585-1656) ∞ Magdalena Sybilla van Brandenburg (1586-1659) | Johan George I van Saksen (1585-1656) ∞ Magdalena Sybilla van Brandenburg (1586-1659) |
| Grootouders     | Wolfgang Willem van Palts-Neuburg (1578-1653) ∞ Magdalena van Beieren (1587-1628)          | Wolfgang Willem van Palts-Neuburg (1578-1653) ∞ Magdalena van Beieren (1587-1628)          | Wolfgang Willem van Palts-Neuburg (1578-1653) ∞ Magdalena van Beieren (1587-1628)          | Wolfgang Willem van Palts-Neuburg (1578-1653) ∞ Magdalena van Beieren (1587-1628)          | George II van Hessen-Darmstadt (1605-1661) ∞ Sophia Eleonora van Saksen (1609-1671)        | George II van Hessen-Darmstadt (1605-1661) ∞ Sophia Eleonora van Saksen (1609-1671)        | George II van Hessen-Darmstadt (1605-1661) ∞ Sophia Eleonora van Saksen (1609-1671)        | George II van Hessen-Darmstadt (1605-1661) ∞ Sophia Eleonora van Saksen (1609-1671)        |                                                                                       |                                                                                       |
| Ouders          | Filips Willem van de Palts (1615-1690) ∞ Elisabeth Amalia van Hessen-Darmstadt (1635-1709) | Filips Willem van de Palts (1615-1690) ∞ Elisabeth Amalia van Hessen-Darmstadt (1635-1709) | Filips Willem van de Palts (1615-1690) ∞ Elisabeth Amalia van Hessen-Darmstadt (1635-1709) | Filips Willem van de Palts (1615-1690) ∞ Elisabeth Amalia van Hessen-Darmstadt (1635-1709) | Filips Willem van de Palts (1615-1690) ∞ Elisabeth Amalia van Hessen-Darmstadt (1635-1709) | Filips Willem van de Palts (1615-1690) ∞ Elisabeth Amalia van Hessen-Darmstadt (1635-1709) | Filips Willem van de Palts (1615-1690) ∞ Elisabeth Amalia van Hessen-Darmstadt (1635-1709) | Filips Willem van de Palts (1615-1690) ∞ Elisabeth Amalia van Hessen-Darmstadt (1635-1709) |                                                                                       |                                                                                       |

- Gemeinsame Normdatei: 118720953
- International Standard Name Identifier: 0000 0001 1026 8543
- Nationale Bibliotheek van Tsjechië: ntk20231177950
- Nationale Bibliotheek van Polen: a0000003597535
- Istituto Centrale per il Catalogo Unico: MUSV081047
- Système universitaire de documentation: 146907132
- Virtual International Authority File: 52484402
- WorldCat: E39PBJxhtHb3m8PBjXDMWrRYfq